# Gorentsi (Tsentar Joupa)
Gorentsi (en macédonien Горенци) est un village du sud-ouest de la Macédoine du Nord, situé dans la municipalité de Tsentar Joupa. Le village comptait 267 habitants en 2002. Il est majoritairement turc.

## Démographie
Lors du recensement de 2002, le village comptait :
- Turcs : 221
- Macédoniens : 37
- Albanais : 9